# 375
375 (CCCLXXV) fue un año común comenzado en jueves del calendario juliano, en vigor en aquella fecha.
En el Imperio romano, el año fue nombrado el año después del consulado de Augusto y Équito, o menos comúnmente, como el 1128 Ab urbe condita, adquiriendo su denominación como 375 a principios de la Edad Media, al establecerse el anno Domini.

## Acontecimientos
- Los hunos hacen su aparición en la estépa póntica.
- Se vence la rebelión de Firmo II en la África romana.
- Valente reúne tropas para una invasión del Imperio sasánida, que se debe retrasar por una rebelión en el occidente de Cilicia.
- Valentiniano I abandona Trier para reprimir la rebelión Quadi en Eslovaquia. Él muere en el Danubio de apoplejía. Es reemplazado como augusto por su hijo Graciano.

### Religión
- En Corea se construyen los primeros dos templos budistas.
- En Siria, el santo y traductor san Jerónimo se retira al desierto de Chalcis.
- Rav Ashi escribe el Talmud de Babilonia. Este comentario del Mishnah contiene aproximadamente 2.5 millones de palabras en 5894 páginas.
- El papa Dámaso I, fuerte combatiente contra el arrianismo, y la Iglesia de Constantinopla
- Los cristianos de Egipto habían acordado que Cristo naciera el 6 de enero, pero la Iglesia de Roma acordó que ese día no era el de la Navidad (nacimiento), sino el de la Epifanía (manifestación), e impuso esa fecha en toda la cristiandad, incluyendo las iglesias orientales, aunque la de Antioquía no lo aceptó hasta el año 375.
- En este año se canoniza (se deja finalmente establecido) el Nuevo testamento entero tal como se lo conoce en la actualidad. El Antiguo testamento se había canonizado previamente varios siglos antes de la época de Jesucristo.
- El santo húngaro Martín de Tours (316-397) profetizó que el mundo se acabaría entre este año y el 400: «No hay duda de que el Anticristo ya ha nacido. Aunque ya está firmemente establecido en sus primeros años, después de llegar a la madurez alcanzará el poder supremo».[1]

## Nacimientos
- Alarico I, rey visigodo.

## Fallecimientos
- Valentiniano I, muere de un ataque cerebrovascular mientras se dirigía a vencer la invasión de los cuados.
- Teodosio, padre del emperador romano Teodosio I, muere ejecutado.
- Hermanarico, rey de los ostrogodos.
- Rey Geunchogo de Baekje.
- Kipunada, rey de Kushan en la India.